# Галиновская, Маргарита Викторовна
Маргарита Викторовна Галиновская (в девичестве — Окунева; род. 19 апреля 1968 года, Чита, РСФСР, СССР) — российская спортсменка, стрелок из лука. Участница XXVI и XXVIII летних Олимпийских игр (1996, 2004). Бронзовый призер чемпионата мира в командных соревнованиях (2005). Чемпионка мира в помещении, серебряный призер чемпионата мира в помещении в командных соревнованиях (1995, 2001). Чемпионка Европы в командных соревнованиях (2002). Двукратный бронзовый призер чемпионата Европы в помещении в командных соревнованиях (1996, 2000). Победитель и серебряный призер этапов кубка мира в личных и командных соревнованиях (2006). 
Чемпионка России (1998), четырехкратный серебряный (1995, 1999, 2001, 2005) и двукратный бронзовый (1997, 2006) призер чемпионата России в личных соревнованиях. Трехкратная чемпионка России (2001, 2002, 2004), пятикратный серебряный (1996, 1998, 2002, 2005, 2006) и бронзовый (1999) призер чемпионата России в командных соревнованиях
Мастер спорта СССР (1982), Мастер спорта России международного класса (2001), Заслуженный мастер спорта России (2001).

## Биография
Маргарита Викторовна Галиновская (в девичестве Окунева) родилась 19 апреля 1968 года в городе Чите, Забайкальский край. Её отец — Виктор Иванович Окунев (1941–2000), мать — Нина Викторовна Окунева (род. 1947), а младший брат — Сергей Викторович Окунев (1970–2008).
С 1975 по 1985 годы училась в средней школе № 26 города Читы. В школьные годы увлекалась спортивной гимнастикой, но в 13 лет начала заниматься стрельбой из лука. Всего через полгода тренировок Маргарита выполнила норматив кандидата в мастера спорта, а уже в 14 лет стала мастером спорта СССР.
Её первым тренером был Андрей Ильич Черных. В дальнейшем её наставниками стали Юрий Александрович Шиловский, Виктор Васильевич Немогаев и Александр Иванович Жирёнкин. С 1996 года её тренером была Галина Николаевна Шадрина, заслуженный тренер России.

## Образование
После окончания школы Маргарита поступила в Читинский государственный педагогический институт на факультет спортивных дисциплин. В 1987 году, после замужества, она перевелась в Государственный центральный институт физической культуры (ГЦОЛиФК), где окончила обучение в 1990 году, получив диплом тренера-преподавателя и инструктора по лечебной физкультуре.

## Спортивная карьера
Свою профессиональную карьеру Маргарита начала в составе молодёжной сборной СССР, став многократным призёром Всесоюзных соревнований. С 1993 по 2007 годы она выступала за сборную России по стрельбе из лука.
На международной арене Галиновская завоевала звание чемпиона мира (2001) и чемпионки Европы (2002) в командных соревнованиях. Её личные достижения включают участие в двух Олимпийских играх: в Атланте в 1996 году, где она заняла 14-е место, и в Афинах в 2004 году, завершив выступления на 12-й позиции. В 2006 году она заняла 3-е место в мировом рейтинге FITA.

## Военная служба
С 1988 года Маргарита Викторовна проходила службу в Вооружённых силах СССР. Она была зачислена в спортивный клуб Ракетных войск стратегического назначения (РВСН), где состояла в должности военнослужащего-спортсмена. За свои достижения была награждена медалями «За отличие в военной службе» I, II и III степеней. В 2009 году Галиновская завершила службу в звании старшего прапорщика и получила статус ветерана военной службы.

## Тренерская деятельность
С 1997 года Галиновская работает тренером-преподавателем по стрельбе из лука в Москве. Она воспитала множество молодых спортсменов, среди которых чемпионы и призёры чемпионатов Москвы, а также члены молодёжной сборной России. В настоящее время она является тренером в СШОР «Северный» Москомспорта.

## Личная жизнь
Маргарита замужем и воспитывает двоих детей. Дочь Дарья — дизайнер и стилист, сын Антон — кандидат в мастера спорта России, член сборной Москвы по стрельбе из лука. Семья живёт в Москве, где Маргарита увлекается садоводством и заботой о своих питомцах — двух белых чихуахуа, Джекки и Робине.